# Aulacorthum ligularicola
Aulacorthum ligularicola är en insektsart som beskrevs av Lee, S. 2002. Aulacorthum ligularicola ingår i släktet Aulacorthum och familjen långrörsbladlöss. Inga underarter finns listade i Catalogue of Life.